# Реквием за една мечта
„Реквием за една мечта“ (на английски: Requiem for a Dream) е американски драматичен филм, който засяга проблемите, възникващи при употребата на наркотични вещества.

## Сюжет
Внимание:  Текстът по-долу разкрива сюжета на произведението (или части от него)!
Вдовицата Сара Голдфарб мечтае да се покаже в шоу игра по националната телевизия, облечена в любимата си червена рокля. С годините обаче тя е напълняла и за да отслабне по-бързо се обръща към лекар. Той ѝ предписва хапчета за отслабване (амфетамини), от които тя постепенно става зависима.
Нейният син, Хари Голдфарб, продава хероин по улиците на Ню Йорк, опитвайки се по този начин да осигури по-спокоен и сигурен живот за себе си и приятелката си Мериън.
След това безметежно лято на приходи и радост те посрещат едни сурови есен и зима, след които пролетта никога няма да настъпи отново.

## Участват
- Елън Бърстин – Сара Голдфарб
- Джаред Лето – Хари Голдфарб
- Дженифър Конъли – Мериън
- Марлон Уейънс – Тайрън Лав

## Екип
- Дарън Аронофски – режисьор
- Хюбърт Селби – сценарист
- Клинт Мансел – композитор
- Матю Либатик – оператор

## Любопитно
- В повечето филми се осъществяват между 600 и 700 смени на кадри. В „Реквием за една мечта“ те са 2000.
- Режисьорът Ароновски купува правата за римейк на анимето „Perfect Blue“ заради една-единствена-сцена – тази, в която Дженифър Конъли крещи под водата във ваната.
- По време на заснемането на сърцераздирателния монолог на Сара Голдфарб операторът Матю Либатик разклаща камерата, което силно вбесява Ароновски. Впоследствие обаче, научавайки, че грешката е била неволна и причина за нея са били само силните чувства на човека зад камерата, режисьорът се смилил и дори оставил опропастения кадър във финалния вариант на филма.